# Мохамед Кейта
Мохамед Кейта (Mohamed Keita) — гвінейський журналіст та дипломат. Надзвичайний і Повноважний Посол Гвінейської Республіки в Україні за сумісництвом (з 15.03.2012).

## Життєпис
Мохамед Кейта був координатором адвокації для Африканської програми Комітету захисту журналістів. Він писав про незалежну журналістику і її розвиток в країнах Африки та на південь від Сахари, публікував статті в The New York Times і Africa Review. Кейта також виступав з доповідями про свободу преси у Світовому банку, у Державному департаменті США та університетах.
З 7 грудня 2011 року — Надзвичайний і Повноважний Посол Гвінейської Республіки в Російській Федерації.
З 15 березня 2012 року — Надзвичайний і Повноважний Посол Гвінейської Республіки в Україні за сумісництвом.
З 22 листопада 2013 року — Надзвичайний і Повноважний Посол Гвінейської Республіки в Азербайджані за сумісництвом
З 26 вересня 2014 року — Надзвичайний і Повноважний Посол Гвінейської Республіки в Естонії за сумісництвом та Надзвичайний і Повноважний Посол Гвінейської Республіки в Литві за сумісництвом
З 06 червня 2016 року — Надзвичайний і Повноважний Посол Гвінейської Республіки в Білорусі за сумісництвом